# 가이타이치정
가이타이치정(海田市町)은 일본 히로시마현 아키군에 설치되었던 정이다. 현재의 가이타정의 일부에 해당한다.